# حب من السماء (فلم)
حب من السماء هو فيلم مصري تم إنتاجه عام 1943، قصة وحوار محمد كامل حسن وسيناريو إخراج عبد الفتاح حسن و بطولة محمد أمين، نجاة علي.

## قصة الفيلم
مجدي وسامية طفلان جيران، تحابا صغاراً وفرقتهما الأيام والتقيا كباراَ، مجدي (محمد أمين) بعد أن عاد من الخارج مهندس زراعي في دائرة الباشا (فؤاد شفيق) عم سامية (نجاة علي) المقعدة على كرسي متحرك لإصابتها بالشلل في ساقيها، وعلية (إلهام حسين) ابنة الباشا كانت تكيد لهما صغيرة ومازالت في غيها كبيرة، علم مجدي بشلل سامية ولكنه لم يهتم وتقدم للباشا يطلب يد سامية حبيبته، ورحب الباشا ورأى ذلك نبل وشهامه من مجدي الذي يربط مصيره بسامية المقعدة، ولكن سامية رفضت هذا الارتباط لأنها تحب مجدي ولا ترضى له أن يربط مصيره بمشلولة، وأنه يستحق من هي أفضل منها، أرادت علية أن تكيد لابنة عمها سامية بخطف مجدي منها، فاتفقت مع ابن خالتها شريف (محمد توفيق) على مؤامرة تؤدي لزواجها من مجدي، وبالفعل ادعى شريف أنه خطيب سامية، وعندما ظهر الضيق على مجدي دعوه إلى حفل صاخب وشرب فيه كثيراً وأخبرته علية بحبها له وتزوجها وهو في غير وعيه، ثم قامت علية بإبلاغ سامية بخبر زواجها من مجدي لتكيدها، قام مجدي بالاتصال بصديقه الدكتور إسماعيل حسن (حسين رياض) العائد حديثاً من الخارج والمتخصص في علاج حديث للشلل وطلب منه أن يفحص سامية ويعالجها، وقام الدكتور إسماعيل بعلاج سامية في مستشفاه حتى شفيت تماماً، ولكنه تعلق بها وتقدم لخطبتها من عمها الباشا، ورحبت سامية بخطبة الدكتور إسماعيل التي تدين له بفضل شفائها، تنبه مجدي لمؤامرة شريف وعلية، وحدث خصام بينهما تدخلت فيه سامية لتصلح مابين مجدي وابنة عمها علية، كانت علية في لهوها وإستهتارها مع ابن خالتها شريف في علاقة آثمة مما دعا سامية للتدخل لإبعاد شريف عنها، ولكن علية حاولت أن تجر الدكتور إسماعيل إلى علاقة معها ولكنه صدها، وعلم الباشا بقصة العلاقة الشاذه فقام بطرد شريف من المنزل، ولكنهم لم يرتدعوا، سافر مجدي في مهمة عمل وأخذت علية حريتها كاملة مع شريف مما دعا الخادمان، لأن يبلغوا مجدي بعلاقتها الآثمة مع شريف، فأتى مسرعاً وأراد الانتقام منهما فقاد سيارته بسرعة جنونية مما أدى لانقلابها وأصيب بالعمى وبعض الكسور وقام بطلاق علية، ودخل مستشفى الدكتور صديقه إسماعيل الذي أشرف على علاجه ولاحظ أن هناك عاطفة جياشة مابين مجدي وخطيبته سامية فتنازل عن حبه وخطيبته سامية لصالح صديقه مجدي، وشفي مجدي تماماً وتزوج من سامية وتزوجت علية من شريف.

## فريق العمل
إخراج: عبد الفتاح حسن
تأليف:
- محمد كامل حسن (قصة وحوار)
- عبد الفتاح حسن (سيناريو)

إنتاج: اندريه فينيو
بطولة:
- محمد أمين (مجدي)
- نجاة علي (سامية)
- فؤاد شفيق
- محمد توفيق (شريف)
- إلهام حسين (علية)
- حسين رياض (حسن)
- أمينة شريف
- السيد بدير
- إسماعيل ياسين
- عبده السروجي

## أغاني الفيلم
الحان: محمد أمين
كلمات: عبدالعزيز سلام، حسين السيد، مأمون الشناوي، بيرم التونسي